# ألبانو أوليفيتي
ألبانو أوليفيتي ( 24 نوفمبر 1991م) (بالفرنسية: Albano Olivetti) لاعب كرة مضرب فرنسي في هاغويناو، فرنسا. بدأ مسيرته كمحترفٍ سنة 2010م. يلعب باليد اليمنى. أعلى تصنيفٍ له في الفردي كان المركز الـ 161 في سنة 2014م. كان أعلى تصنيفٍ له في الزوجي في المركز الـ 142 في سنة 2012م. ثم حقق أعلى تصنيفٍ له في مسيرته الاحترافية في تصنيف اتحاد لاعبي التنس المحترفين (ATP) وهو المركز 40 في 22 يوليو 2024م.
على الرغم من عدم اعتراف اتحاد لاعبي التنس المحترفين رسميًا به، إلا أن أوليفيتي حقق ثاني أسرع إرسالٍ مسجلٍ بسرعة 160 ميلًا في الساعة (257.5 كم/ساعة) خلال الجولة الأولى من بطولة لام بيريل-فايب الدولية لعام 2012م.

## مسيرته المهنية

### 2012: أول ظهورٍ له في منافسات الفردي ضمن اتحاد لاعبي التنس المحترفين
تأهل ألبانو للقرعة الرئيسية لإحدى بطولات اتحاد لاعبي التنس المحترفين لأول مرةٍ في مسيرته في مرسيليا، حيث اجتاز التصفيات وفاجأ المصنف الثامن عالميًا ماردي فيش في طريقه إلى ربع النهائي، حيث خسر أمام مايكل لودرا بمجموعتين متتاليتين.

### 2021-2022: أول نهائي له في اتحاد لاعبي التنس المحترفين، أول ظهورٍ له ضمن أفضل ١٠٠ لاعبٍ عالميًا
وصل إلى أفضل 100 لاعبٍ عالميًا في تصنيف الزوجي وهو المصنف 97 عالميًا في 25 أبريل 2022م.

### 2023: ثاني نهائي في بطولات رابطة محترفي التنس، ربع نهائي البطولات الكبرى، ضمن أفضل ٥٠ لاعبًا.
في بطولة فرنسا المفتوحة 2023، وصل إلى نهائي الزوجي الثاني له مع الأمريكي ماكسيم كريسي، كزوجي ببطاقة دعوة، متغلبًا على الثنائي المصنف الثاني سانتياغو غونزاليس/إدوارد روجر-فاسلين وساندر أريندز/ديفيد بيل في طريقه.
وصل إلى ربع نهائي بطولة جراند سلام لأول مرةٍ مع روبرت غالاوي (تنس) في بطولة أمريكا المفتوحة 2023م (تنس). ونتيجةً لذلك، وصل إلى قائمة أفضل 50 لاعبًا في التصنيف العالمي، محتلًا المركز 49 عالميًا في 11 سبتمبر 2023م.

### 2024: لقب الزوجي في بطولة بي إم دبليو المفتوحة
بالتعاون مع يوكي بهامبري، فاز أوليفيتي بلقب الزوجي في بطولة بي إم دبليو المفتوحة لعام 2024م في ميونيخ، متغلبًا على أندرياس ميس ويان لينارد ستروف في النهائي. وصل الثنائي إلى نهائي بطولة تشنغدو المفتوحة في سبتمبر، وخسر أمام ساديو دومبيا وفابيان ريبول.
باللعب مع بيير هيوز هربرت، حقق أوليفيتي المركز الثاني في بطولة موزيل المفتوحة لعام 2024م، وخسر أمام ساندر أريندز ولوك جونسون في النهائي.

## روابط خارجية
- ألبانو أوليفيتي على موقع رابطة محترفي التنس (الإنجليزية)
- ألبانو أوليفيتي على موقع الاتحاد الدولي لكرة المضرب (الإنجليزية)
- ألبانو أوليفيتي على موقع خلاصة التنس.كوم (الإنجليزية)
- ألبانو أوليفيتي على موقع إي إس بي إن.كوم (الإنجليزية)